# Canal 4 (Uruguay)
Canal 4 (dříve známá jako Monte Carlo TV) je uruguayská bezplatná televizní stanice vlastněná společností Grupo Monte Carlo. Začala vysílat 23. dubna 1961.